# دائرة بورني
دائرة بورجن هي إحدى الدوائر السبع في الإدارة الشمالية في هايتي، يبلغ عدد سكانها 83,823 في إحصائيات أغسطس 2003، تتبعها بلديتان، ورمزها البريدي يبدأ بالرقم 15.